# Закипцы
Закипцы (укр. Закіпці) — село в Турковской городской общине Самборского района Львовской области Украины.
Население по переписи 2001 года составляло 588 человек. Занимает площадь 0,6 км². Почтовый индекс — 82544. Телефонный код — 3269.